# La Conquista (ópera)
La Conquista (también conocida como Montezuma) es una ópera en dos actos con música de Lorenzo Ferrero
y libreto trilingüe por el mismo compositor y Frances Karttunen, basado en una idea de Alessandro Baricco. Representa los principales episodios de la conquista española del imperio azteca en 1521 y la posterior destrucción de la civilización azteca. El libreto (inglés-español-náhuatl) es una mezcla de fuentes históricas y literarias procedentes de las transcripciones de la literatura indígena y europea, ambas mantenidas, con algunas excepciones, en su idioma original. Los textos están tomados de la Historia verdadera de la conquista de la Nueva España de Bernal Díaz del Castillo, el XII libro del Códice Florentino, las obras de Juan Boscán Almogávar, Bernardino de Sahagún, Lope de Vega, Heinrich Heine y de oraciones, canciones y poemas aztecas recopilados en Cantares mexicanos y Romances de los señores de Nueva España.
El lenguaje musical debe muy poco a las influencias étnicas, sino más bien al uso de la lengua náhuatl, caracterizado por la presencia de distintas vocales cortas y largas, lo cual impone un ritmo específico a la parte vocal.

## Historia
El estreno dirigido por Nicholas Muni y realizado por Zbyněk Müller tuvo lugar en el Teatro Nacional de Praga el 12 de marzo de 2005.

## Personajes
| Personaje                                      | Tesitura                  | Elenco del estreno, 12 de marzo de 2005 (Director: Zbyněk Müller) |
| ---------------------------------------------- | ------------------------- | ----------------------------------------------------------------- |
| Moctezuma Xocoyotzin, Tlatoani de Tenochtitlan | tenor                     | Jozef Kundlák                                                     |
| Hernán Cortés, conquistador español            | barítono                  | Ivan Kusnjer                                                      |
| Padre Bartolomé de Olmedo, fraile mercedario   | bajo                      | Jiři Kalendovský                                                  |
| Pedro de Alvarado, conquistador español        | tenor                     | Jaroslav Březina                                                  |
| Doña Marina, intérprete de Hernán Cortés       | cantante de pop/rock/folk | Radka Fišarová                                                    |
| Aztecas, soldados, coro y danzadores.          |                           |                                                                   |

## Argumento
Lugar: Campamento de Cortés en la Villa Rica de la Vera Cruz y Tenochtitlan.
Época: Entre 1519 y 1521.

### Acto I
Las crónicas aztecas profetizan desastres en los años que precedieron a la llegada de los españoles. Un día, la oración del emperador Moctezuma en el templo se ve interrumpida por la entrada de un grupo de mensajeros que le traen noticias del desembarco español en la costa del Golfo. Moctezuma está visiblemente preocupado y pide a los hombres mantener en secreto su conocimiento. El emperador hace una ofrenda a los dioses y un sacerdote rocía a los mensajeros con la sangre de la víctima, y luego son enviados con un mensaje de vuelta y cargados de regalos para los recién llegados. Al quedarse solo, Moctezuma está escudriñando el futuro incierto.
En la contemporánea Ciudad de México una mujer llamada Marina tiene extraños sueños de un pasado lejano. Ella decide enfrentarse a estas pesadillas recurrentes.
Emisarios de Moctezuma llegan al campamento y ponen sus regalos ante Cortés y sus compañeros. Los soldados les atan y asustan disparando sus armas al aire. Alvarado y Cortés discuten sobre las prioridades de la conquista, si debe ser la búsqueda de oro o la evangelización de los pueblos indígenas. Cuando Cortés intenta forzar a un azteca para que adore la cruz, el Padre Olmedo desaconseja este tipo de violencia y conduce la delegación a otra parte. Cortés ordena a Alvarado hundir los barcos, como medida de precaución contra un motín. Mientras ve los barcos quemarse Cortés se lamenta de que la madrastra España ignora a sus verdaderos hijos, que aportan "tierras infinitas" al rey y "almas infinitas" a Dios. Durante el incendio, Marina pasa por allí y ella y Cortés se percatan el uno del otro. Ella expresa pensamientos y sentimientos contradictorios al conocer a este hombre extraño.
Cortés lleva sus tropas hacia el interior en dirección a Tenochtitlan. Los conquistadores parten a través de montañas inaccesibles y después de una larga marcha cargada de muchas peleas con las tribus locales llegan a Paso de Cortés con vistas al Valle de México donde tienen una "primera visión de cosas de las que nunca antes han oído hablar, visto o soñado."

### Acto II
Los largos intentos de disuadir a Cortés de venir a Tenochtitlan habían fracasado. Moctezuma y Cortés se reúnen en la gran calzada que conduce a la capital. Viniendo desde lados opuestos en una ceremonia larga y compleja el cortejo de Moctezuma y el ejército de Cortés se encuentran. El emperador viste a Cortés con flores de sus jardines, el más alto honor que podía dar. A su vez, Cortés intenta abrazarlo, pero un cortesano lo controla. Marina está al mismo tiempo dentro y fuera de la escena. Ella gesticuliza la traducción de la conversación, mientras que su voz fuera del escenario describe la escena. Finalmente Moctezuma invita a los españoles a la ciudad.
En ausencia de Cortés, aprovechando las ceremonias religiosas de los aztecas en el Templo Mayor, Alvarado y sus hombres los masacran. Cortés, lejos, piensa, escribe, reza, pero no puede decidir sobre el acto final. Le llegan noticias de la masacre y regresa a Tenochtitlan. En una pequeña habitación en la que está cautivo, Moctezuma intenta responder a la pregunta "¿Por qué?" Gravemente herido, está muriendo y se preocupa por el futuro destino de su tierra y su gente, pero la pregunta persiste.
Los aztecas se rebelan y expulsan a los invasores temporalmente. En su retirada, los españoles sufren fuertes bajas. Marina deambula sin rumbo entre las víctimas. Su sueño está ahora claro: este es el fin de un mundo, uno de los muchos posibles mundos, uno de los muchos posibles sueños. La fecha del 1 cōātl del año 3 calli escrito en símbolos aztecas se transforma en el sistema de numeración occidental: 13 de agosto de 1521.

## Arias notables y extractos
Una versión para coro y orquesta fue escrita en 2006 y estrenada en Settembre Musica en Turín el 7 de septiembre de 2006.
La ópera fue precedida por un conjunto de seis poemas sinfónicos titulado La Nueva España. Escrito entre 1991 y 1999, el ciclo sigue el orden cronológico de los acontecimientos históricos: 1. Presagios, 2. Memoria del fuego, 3. La ruta de Cortés, 4. El encuentro, 5. La Matanza del Templo Mayor, y 6. La noche triste.
La Nueva España fue grabada por Naxos y lanzada en 2000.

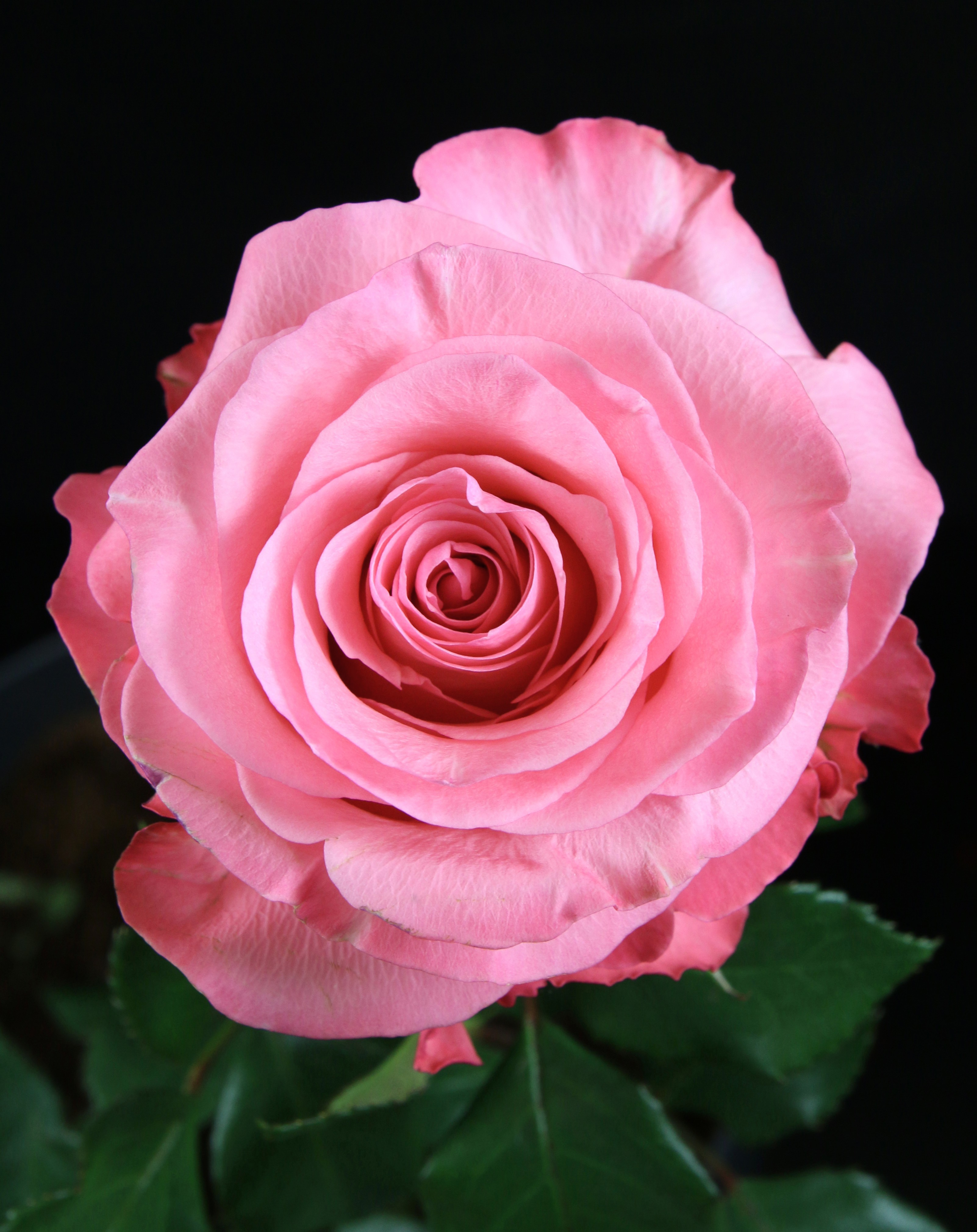
Rosa Conquista

## Epónimo
En 2014, una variedad de rosas, "Conquista", lleva el nombre de esta ópera.